# Batalla de Cambronal
La Batalla de Cambronal se libró cerca de Neiba el 22 de diciembre de 1855 y fue uno de los combates sostenidos por militares dominicanos contra invasores haitianos para mantener la independencia de la recién creada nación. El general Francisco Sosa se enfrentó y derrotó a un batallón del ejército haitiano liderado por el general Pierre Rivere Garat, el duque de Leogane.Los beligerantes de esta batalla fueron La República Dominicana y El segundo imperio de haiti.